# DKV Belgium
DKV Belgium is een Belgische verzekeringsmaatschappij die gespecialiseerd is in gezondheidszorgverzekeringen en eigendom is van het internationale verzekeringsconcern Munich RE. Het bedrijf heeft circa 450 werknemers en zetelt in Brussel.

## Geschiedenis
DKV Belgium is in 1964 opgericht door het Duitse bedrijf Deutsche Krankenversicherung AG.
In 1998 wordt het bedrijf door het moederbedrijf Munich RE ondergebracht in de ERGO Verzekeringsgroep, samen met de bedrijven Victoria, Hamburg Mannheimer en D.A.S.

## Aanbod
DKV Belgium biedt verschillende types verzekeringen aan voor particulieren en voor ondernemingen:
- Hospitalisatieverzekering
- Verzekering ambulante kosten
- Verzekering tandzorg
- Aanvullende verzekering inkomensverlies
- Zorgverzekeringen.

## Trivia
In maart 2018 kwam het bedrijf als Belgisch marktleider met 2 miljoen clienten in het landelijke nieuws nadat men met een speciale polis ziekenhuizen onder druk zette om de kosten bij ziekenhuisopnames te beperken